# Czeglédy Ilona
Czeglédy Ilona (Budapest, 1937. február 22. – 2022. július 23.) magyar régész, muzeológus.

## Életpályája
1955-ben történelem-könyvtár szakon kezdte egyetemi tanulmányait. Gyakornokoskodott a Budapesti Történeti Múzeumban és a Magyar Nemzeti Múzeumban. Első munkahelye az Országos Műemléki Felügyelőség lett 1961–1968 között. Római kori kutatásokban, valamint több mint harminc kisebb-nagyobb középkori műemlék, falusi templom templomrom, ill. Siklós és Diósgyőr várainak feltárásában vett részt. Legjelentősebb munkája a diósgyőri vár és műemlék-együttes tudományos feldolgozása volt.
1968-ban a miskolci Városi Tanács a helyreállított várban múzeumot létesített, melynek Czeglédy Ilona lett az igazgatója (1974-ig). Ebben az időszakban folytatta a vár és a városterület két pálos kolostorának feltárását, az avasi templom kutatását, a vármúzeum fejlesztését.
1974–1981 között az Éri István vezette Múzeumi Restaurátor és Módszertani Központ osztályvezetője volt. Az MRMK-ban hivatali munkája módszertani, tudományszervezési, ismeretterjesztő jellegű volt. Többek közt tantervet készített a múzeumi gyűjteménykezelők képzéséhez, illetve „bábáskodott” a Tájak–Korok–Múzeumok nagy sikerű sorozat születésénél.
1980-ban kandidátusi fokozatot szerzett A diósgyőri vár feltárása' témában.
1982–1992 között a Magyar Nemzeti Múzeum tudományos főmunkatársa, az adattári osztály helyettes vezetője, továbbá a múzeum sárospataki filiájának szakfelügyelője volt.

## Társadalmi szerepvállalása
A Magyar Régészeti és Művészettörténeti Társulat aktív tagja volt. Tíz éven át részt vett a Conditio Humana és a Nemzetközi Építőbarátok Alapítvány munkájában.

## Díjai, elismerései
- Pulszky Ferenc-díj (2012)

## Művei
- A diósgyőri vár; Corvina, Budapest, 1971
- Siklós, vár; Tájak, Korok, Múzeumok, Budapest, 1981 (Tájak, korok, múzeumok kiskönyvtára)
- Berhida, a középkori és a barokk templom; TKM Egyesület, Budapest, 1999 (Tájak, korok, múzeumok kiskönyvtára)
- Miskolc, avasi református templom; TKM Egyesület, Budapest, 2000 (Tájak, korok, múzeumok kiskönyvtára)
- Czeglédy Ilona–Lovász Emese: Élet a diósgyőri várban; BAZ Megyei Levéltár, Miskolc, 2000 (Tanulmányok Diósgyőr történetéhez)